# Le Petit Train du Far West
Pour les articles homonymes, voir Le petit train.
Pour plus de détails, voir Fiche technique et Distribution.
Le Petit Train du Far West (A Ticket to Tomahawk) est un film américain de Richard Sale, sorti en 1950. Marilyn Monroe y apparait en tant que second rôle.

## Synopsis
Ce film est un pastiche de western avec une histoire compliquée des tentatives d'un propriétaire de diligence pour empêcher la voie ferrée d'atteindre Tomahawk, dans le Colorado. Dans le train voyage une troupe de danseuses parmi lesquelles Carla (Marilyn Monroe). Elle eut à faire un numéro avec Dan Dailey et trois autres danseuses.

## Fiche technique
- Titre français : Le Petit Train du Far West
- Titre français alternatif : Peaux-rouges et visages pâles
- Titre original : A Ticket to Tomahawk
- Réalisateur : Richard Sale
- Scénario : Mary Loos et Richard Sale
- Production : Robert Bassler
- Société de production : Twentieth Century Fox
- Musique : Cyril J. Mockridge
- Photographie : Harry Jackson
- Montage : Harmon Jones
- Direction artistique : George W. Davis et Lyle R. Wheeler
- Costumes : René Hubert
- Pays d'origine : États-Unis
- Format : Couleurs - 1,37:1 - Mono - 35 mm
- Genre : Comédie et western
- Durée : 90 minutes
- Dates de sortie :
  - États-Unis : 19 mai 1950

## Distribution
- Dan Dailey : Johnny Behind-the-Deuces
- Anne Baxter : Kit Dodge Jr.
- Rory Calhoun : Dakota
- Walter Brennan : Terence Sweeny
- Charles Kemper : Chuckity
- Connie Gilchrist : Madame Adelaide
- Arthur Hunnicutt : Sad Eyes
- Will Wright : Dodge
- Chief Yowlachie : Pawnee

Et, parmi les acteurs non crédités :
- Jack Elam : Fargo
- Paul Harvey : M. Bishop
- Olin Howland : Le conducteur de train
- Marilyn Monroe : Clara

## Autour du film
- Chanson interprétée par Marilyn : Oh, What a Forward Young Man You Are